# Anglosasi
Anglosasi ili Anglosaksonci, germanska plemena (Angli, Sasi, Juti) koja su u 5. i 6. stoljeću prodrla u Britaniju i naselila se u njoj. Anglosasima se zovu i pripadnici naroda koji je u Engleskoj, prije normanskog osvajanja, nastao stapanjem keltskih, koji su usvojili neke elemente anglosaske kulture i jezika, i germanskih, a poslije i skandinavskih (vikinških) etničkih elemenata.
Do kraja 8. stoljeća, Anglosaksonci su stvorili bogatu kulturu kojoj pripadaju remek-dijela draguljarstva, arhiktekture i književnosti. Taj narod vuče podrijetlo iz sjeverne Njemačke i južne Danske gdje su bili poznati kao Angli, Sasi i Juti. U 3. i 4. stoljeću ta su plemena odselila u različite dijelove Rimskog Carstva, među kojima je Galija, ili današnja Francuska, gdje je njihov utjecaj bio vrlo kratkotrajan.

## Kraljevine
Anglosaksonci su u Britaniju stigli u 5. stoljeću. Tamo su se nastanili i osnovali nekoliko različitih kraljevina. Od svih novonastalih kraljevina, Wessex je postao najmoćniji. Naime, među kraljevinama su se uvijek vodile borbe za prevlast. Najstarija je bila Sjeverna Umbrija koja je dominirala za vladavine Edwina od Northumbrije (vladao od 616. do 633.). Zatim je red došao na Merciju i vladare Aethelbalda (757.) i Offa (796.) i kao što je već navedeno, konačno je vlast preuzeo Wessex za vladavine Alfreda Velikog. Kad su vikinzi iz Danske napali i zauzeli sjevernu Englesku, Alfred je zaustavio njihov daljnji prodor prema jugu, a Anglosaksonci su ponovo zauzeli sjever u 10. stoljeću.

### Alfred Veliki
Vladar Wessexa i Mercije, Alfred (849. – 899.) je bio sposoban vojnik koji je obranio svoju kraljevinu od Vikinga. Bio je poklonik učenja i obrazovanja, a umjetnost i zanastvo su cvjetali u vrijeme njegove vladavine. Nije uspio istjerati Vikinge iz Sjeverne Engleske, no većina podanika smatrala ga je svojim zaštitnikom. Bio je prvi engleski kralj koji je postao nacionalni simbol.

### Knut Veliki
Godine 1016. Danci su zavladali cijelom Engleskom na čelu s Knutom (o. 995 – 1035) čija je vladavina obilježena pokušajima ujedinjenja engleskog i danskog identiteta i kulture. Knutovi sinovi naslijedili su Englesku, no Anglosaksonac Edvard III. Ispovjednik  (oko 1003. – 1066.) ponovo je zavladao zemljom 1042. godine. On nije imao djece pa je nakon njegove smrti nemirna Engleska bila vrlo ranjiva na normanska osvajanja.

### Kultura i arhiktektura
Središta kulturnog života bili su samostani i kraljevski dvorovi. Alfred Veliki okupljao je oko sebe učenjake i umjetnike, a i sam je preveo mnoge latinske klasike na anglosaski ili staroengleski.
Anglosaksonske crkve, poput crkve u Earls Bartonu, često imaju četvrtaste tornjeve ukrašene kamenim reljefom. Taj uzorak su u tom vremenu, po svemu sudeći, imale i drvene građevine koje nisu sačuvane.

### Ukrašeni rukopisi
Redovnici su bili tvorci vrsnih rukopisa. Jedan redovnik je pisao tekst, dok ga je drugi ilustrirao figurama, primjerice „sv. Dunstan (oko 909. – 988.) kleči pred Kristom”, a treći ga je ukrašavao.

### Anglosaska kronika
U 7. stoljeću misionari s europskog kopna, primjerice sv. Augustin iz Canterburya, preobratili su Anglosase na kršćanstvo. Osnivanje samostana značilo je da sve više ljudi uči čitati i pisati.
U devetom stoljeću je Alfred Veliki naredio da se vodi Kronika (Anglosaska kronika), redovito godišnje praćenje engleske povijesti. Obuhvaća živote kraljeva i crkvenih vođa, vojnu povijest i glavne događaje, kao što je invazija Vikinga, a vođena je zaključno s 1154. godinom.
Beda je bio engleski redovnik i učitelj u Jarrowu, a napisao je Povijest engleske crkve i naroda, koji je danas jedan od najvažnijih povijesnih izvora iz anglosaksonskog vremena.

## Vremenska tablica
| Godina     | Vladavine |
| ---------- | --- |
| 450.       | Angli, Sasi i Juti iz sjeverne Njemačke i Danske počinju stizati u Englesku. Nastanjuju se uglavnom duž istočne obale – Angalije.              |
| 802. – 39. | Vladavina Egberta od Wessexa. Česti napadi Vikinga.                                                                                            |
| 871. – 99. | Vladavina Alfreda Velikog, slavnog po donošenju zakona, prevođenju knjiga na staroengleski i porazu Vikinga u Bitci kod Edingtona 878. godine. |
| 1016.      | Knut Veliki, Danac; Britanci ga izabrali za kralja, vladao do 1035. godine.                                                                    |
| 1042.      | Edvard III. Ispovjednik povratio vlast Anglosaksoncima.                                                                                        |
| 1066.      | Posljednjeg anglosaksonskog kralja Harolda II. ubio je Vilim Normandijski u Bitci kod Hastingsa 1066. godine.                                  |